# Прапори провінцій Панами
Територія Панами, з 1 січня 2014 року поділена на 10 провінцій  (ісп. provincias, в однині — ісп. provincia). 3 автономні області (ісп. comarcas indígenas con nivel de provincia) та 2 автономні підобласті (ісп. comarcas indígenas con nivel de corregimiento).

## Список
| Провінція       | Розташування | Прапор | Опис | Затверджено     |
| --------------- | ------------ | ------ | --- | --------------- |
| Бокас-дель-Торо |              |        | Прапор поділений по діагоналі з верхнього лівого кута до нижнього правого на два трикутники. Ліва сторона - гірський зелений, що символізує велику кількість цього кольору в природі. Золотисто-жовта права сторона символізує колір банана, найважливішого продукту, який підтримував провінцію з моменту її створення та який досі є частиною економіки. Зірки позначають райони, які складають провінцію, символізуючи початкову літеру назви провінції. | 1987            |
| Чирикі          |              |        | Прапор складається з прямокутника, розділеного діагоналлю, яка утворює два трикутники: один червоний угорі, другий зелений унизу. У центрі прапора зображено 14 зірок, розташованих по колу, які символізують 14 округів, які входили до складу провінції на момент хрещення прапора під час релігійної церемонії. | 26 травня 1995  |
| Кокле           |              |        | Прапор складається з червоної, сріблясто-сірої та білої вертикальних смуг, а ромби символізують 6 округів провінції. Походження кольорів невідоме. | 27 серпня 2004  |
| Колон           |              |        | Прапор описується наступним чином - верхня смуга: світло-блакитна, що зображує величезне море, що омиває наші узбережжя; - середня смуга: біла, символізує мир і прагнення жителів Колону до єдності з рештою країни; - нижня смуга: золотисто-жовта, що символізує багатство провінції. У центрі прапора розташований герб Колону, затверджений муніципальною радою рішенням № 37 у 1927 році та урядом провінції рішенням № 1 у 1942 році. | 16 серпня 1996  |
| Дар'єн          |              |        | Невідомо, коли цей прапор був офіційно встановлений як прапор провінції, також невідомо, хто його розробив. Він розділений по діагоналі на два трикутника, один синій та один зелений, з чотирма зірками в центрі, які утворюють півколо. Блакитна область представляє Дар'єнський розрив в цілому, його ґрунт, його мешканців, сільське господарство та посіви, родючість його землі та наполегливу працю, яку працівники докладають для підтримки розвитку цієї провінції. Він також символізує Тихий океан і його гідрографічні басейни. Зелена зона представляє ліси та джунглі, які можна знайти по всій провінції Дар'єн. Зелений колір символізує Національний парк Дар’єн з надзвичайними лісами та туристичними об’єктами, де люди можуть насолодитися чарівними враженнями. |                 |
| Еррера          |              |        | Горизонтальний двоколірний прапор жовто-блакитного кольору з помаранчевою картою провінції в центрі та 7 синіми зірками розташованими дугою над картою, що представляють округи провінції. | 16 грудня 2012  |
| Лос-Сантос      |              |        | Прапор, раніше використовувався в провінції Азуеро з 1850 по 1855 рік. Сьогодні цей прапор використовується як прапор провінції Лос-Сантос (спадкоємиця Азуеро). Він був створений в 1821 році, за основу був взятий колумбійський прапор. Синій, жовтий і червоний складають горизонтальний триколор. | 1821            |
| Панама          |              |        | |                 |
| Західна Панама  |              |        | Прапор складається з лівого боку із зеленого трикутника, який символізує зелень родючих гір і надію громадян на кращі дні. Жовті смуги вгорі та внизу символізують промені сонця, а біла смуга посередині — мир і єдність, які необхідно підтримувати. П’ять зірок – це округи провінції: Аррайян, Ла Чоррера, Капіра, Хаме та Сан-Карлос. | 30 грудня 2015  |
| Верагуас        |              |        | У центрі прапор знаходиться карта Верагуаса, а навколо неї зірки символізують округи, що складають провінцію. Синій колір символізує море, що омиває північне та південне узбережжя. | 16 березня 2019 |

## Регіони корінних народів

### Комарки
| Комарка        | Розташування | Прапор | Опис | Затверджений   |
| -------------- | ------------ | ------ | --- | -------------- |
| Ґуна-Яла       |              |        | Жовтий з червоною горизонтальною смугою вгорі та зеленою горизонтальною смугою внизу, а посередині — два перехрещені рукави з луком і стрілами, з вісьмома чорними зірками у формі дуги. | 31 жовтня 2010 |
| Нґобе-Буґле    |              |        | | Не офіційний   |
| Ембера-Воунаан |              |        | |                |